# 우베 크루프
우베 게르트 크루프(독일어: Uwe Gerd Krupp, 1965년 6월 24일 ~ )는 독일의 아이스하키 선수, 지도자로 선수 시절 포지션은 수비수이다. 현재 도이체 아이스하키 리가(DEL) 소속팀인 쾰러 하이에의 감독을 맡고 있다. 현역 시절에 내셔널 하키 리그(NHL)의 버펄로 세이버스, 뉴욕 아일런더스, 퀘벡 노르딕스, 콜로라도 애벌랜치, 디트로이트 레드윙스, 애틀랜타 스래셔스에서 뛰면서 총 810경기 출전했다. 특히 콜로라도 소속 시절인 1996년 시즌에서는 스탠리 컵 우승을 달성하며, 독일 선수로는 최초로 NHL 우승자가 되었다. NHL 진출 이전에는 아이스하키 분데스리가의 쾰너 EC 소속으로 뛰며 리그 우승 2회 달성했다. 국제 대회에서는 독일 아이스하키 대표팀의 일원으로 활약했으며, 1998년 동계 올림픽과 세계 아이스하키 선수권 대회에 2회 출전했다.
은퇴 후에는 독일 청소년 대표팀 코치를 맡으며, 지도자로 활동했으며, 2005년부터 2011년까지 독일 대표팀 감독을 맡았다. 이후 2011년에 자신의 현역 시절 팀 중 하나인 쾰러 하이에의 감독을 맡았고, 아이스베렌 베를린, 체코의 아이스하키팀인 스파르타 프라하 감독을 거쳐 2020년부터 다시 쾰러 하이에의 감독을 맡기 시작했다.